# Бевад, Иван Иванович
Иван Иванович Бевад (1856/1857—1937) — русский советский химик; заслуженный профессор.

## Биография
Родился в семье инженера в Красноярске 24 декабря 1856 (5 января 1857) года (по другим сведениям 28 ноября 1857 года[по какому календарю?]). Окончил 1-ю Петербургскую гимназию (1876) и естественное отделение физико-математического факультета Санкт-Петербургского университета.
С 1884 года состоял доцентом, а с 1893 года профессором на кафедре органической и агрономической химии в институте сельского хозяйства и лесоводства в Новой Александрии. Затем был профессором в Варшавском университете. С 1904 года состоял профессором органической химии в Варшавском политехническом институте и дважды избирался деканом химического отделения политехнического института. В Варшаве родились все его четверо детей. С 1907 года — действительный статский советник.
В 1914 году, с началом Первой мировой войны, семья Бевадов уехала к родным в Петроград, а в 1915 году перебралась в Москву, куда был эвакуирован Варшавский политехнический институт. Ещё через год институт был переведён в Нижний Новгород, куда последовал И. И. Бевад, поселившись с семьёй поселился в доме на улице Тихоновской. В Нижнем Новгороде (с 1932 — Горький) Бевад читал лекции по органической, неорганической и аналитической химии в вузах и на курсах. До 1927 года он был деканом химико-агрономического отделения, заведовал учебной частью университета. Постоянно избирался и назначался председателем и членом многочисленных комиссий: председателем квалификационной комиссии секции научных работников, членом президиума комитета по химизации Горьковского края, членом редакционной комиссии по изданию трудов Горьковского химико-технологического института. Состоял членом химических обществ Москвы, Ленинграда, Казани и других городов.
Умер 12 июля 1937 года в Горьком; был похоронен на Бугровском кладбище.
Работы И. И. Бевада относятся, главным образом, к исследованию нитросоединений жирного ряда и их превращений, особенно действия на них цинко-органических и магний-органических соединений. Свои работы им были напечатаны в «Журнале Русского физико-химического общества» (1884—1886 гг. и 1889 г.). Кроме этого, он является автором работ: «Синтез мононитропроизводных предельных углеводородов» (Варшава: тип. Варш. учеб. окр., 1892. — 102 с.), «Краткое руководство к сельскохозяйственному химическому анализу» (СПб.: тип. В. Демакова, 1896. — 266 с.; 2-е изд. Варшава, 1903. — 352 с.), «О реакции азотистых эфиров и нитропарафинов с цинкалкилами» (Варшава: тип. Варш. учеб. окр., 1899. — 179 с.).